# Németh Ernő (labdarúgó)
Németh Ernő (1906. február 25. – Nizza, Franciaország, 1971 szeptember) magyar bajnok labdarúgó, kapus.

## Pályafutása
1927 elején a Kőbányai FC-ből igazolta le a Pesterzsébet. Innen február végén a kapusgondokkal küzdő Attilához került. 1928-ban az Attila FC csapatával magyar labdarúgókupa-döntős volt. A budapesti döntőn 5–1-es vereséget szenvedett a miskolci csapat a Ferencváros ellen. 1929 és 1930 között a Hungária játékosa volt. Az 1928–29-es idényben tagja volt a bajnokcsapatnak.
1931-ben Franciaországban telepedett le.  1932 és 1935 között a Montpellier, 1935–36-ban a Stade de Reims, 1936–37-ben a Robaix, 1937 és 1939 között az OGC Nice kapusa volt.

## Sikerei, díjai
Attila FC
- Magyar kupa
  - döntős: 1928

 Hungária
- Magyar bajnokság
  - bajnok: 1928–29